# 東映セントラルフィルム
東映セントラルフィルムは、かつて日本に存在した東映グループ傘下の映画製作、配給プロダクションである。

プログラムピクチャーの外注化を設立目的として、1977年12月10日に設立された。

映画を作るのではなく、ここをクッションにして独立プロに発注、また独立プロからの東映持ち込みの窓口になり映画の配給を行っていた。東映本体で製作された映画の配給は行わず、自身で映画を企画、製作を行うセクションをセントラル・アーツと呼んでいた。
東映セントラルフィルムは1988年10月27日に解散。一方、セントラル・アーツはその後も製作活動を継続していたが、2018年6月30日をもって製作事業を休止した。

## 概要
1970年代後半、当時の東映社長・岡田茂は「映画は映画会社だけが作る時代にあらず」と宣言し、橋本プロダクションや角川映画、西崎義展などの商業独立プロの導入、提携を図るが、プログラムピクチャーの対応を考え、1977年12月10日に設立したのが東映セントラルフィルムである。当時東映はそれまで大きな柱だったプログラムピクチャーが不振を極めていた。岡田は1978年5月10日の東映定例番組発表会で「東映も大作主義に方向転換を決めたが、長期ロングランに耐え得る劇場は限定されるので、それらのためにプログラム映画も必要だし、第二軍養成の意味からもセントラルフィルムを設立した」、1981年2月のインタビューでは「東西の撮影所でつくるものは原価が高いし、低コストものを何本かつくって番組編成の支えにしようと発足させた」と述べている。資本金100万円、専従スタッフ2人。代表は鈴木常承東映取締役営業部長が兼任した。事務所は東京銀座の東映本社の7階に置かれた。『キネマ旬報』1978年12月号の東映セントラルフィルムの特集では「東映セントラルフィルムは東映ビデオの子会社ではなく、東映の核プロとして設立された。同社は営利セクションではなく、製作・配給部門の赤字減らしのためのペーパーカンパニーである」と書かれている。当時の一本立大作主義への移行によって生じた極端な作品不足への対処、合理化の一環ではあるが、フリーの才能ある映画人を使ってローバジェットの映画作り、メジャーからは生まれない異色作の配給を目的とした。東映セントラルフィルムは自社製作映画だけでなく、下番線向けのポルノ映画なども外部に発注したが、中小独立プロが割拠しているわけではないから、外注だけでは事業が成り立たない。

## 歴史

### 設立経緯
そこで自社でも低予算で映画を製作するために岡田が「東映セントラルフィルムという会社を作るからそこで映画を作らないか」「そこでプログラムピクチャアを中心に映画を作って配給してみろ」などと誘って、ヘッドハンティングしたのが、1977年4月に日活を辞めた黒澤満だった。黒澤の東映入りに際し撮影所との兼ね合いもあるため、ワンクッション置いて黒澤を東映芸能ビデオの社員プロデューサーとした。この黒澤を長とする製作部門が1980年にセントラル・アーツとして設立された。

### 設立目的
岡田によると東映セントラルフィルム及びセントラル・アーツは、1972年5月にやはり岡田が設立した東映洋画と関連があるという。東映の社史『クロニクル東映：1947-1991 [II]』で岡田は「うちは劇場が非常に多く、最盛期には洋画系統の封切直営館が全国で50館ぐらいあった。そういう劇場を埋める、つまり、洋画館にかけるような映画をつくろうじゃないか。こう考えたわけですが、それには今までの様な企画の立て方、作り方じゃ無理だ。それで東映ビデオの中に、セントラル・アーツという製作会社を作った」、「黒澤を東映ビデオの製作部門の長として抱きかかえ、これを東映セントラルフィルムと組ませた」などと話している。『東映映画三十年』（東映、1981年）では、東映洋画と東映セントラルフィルムは合わせて説明されている。

### 活動
黒澤満は東映セントラルフィルムの専属プロデューサーとして活動することになり、東映の映画作品の一部が営業部から東映セントラルフィルムを経由し、黒澤プロデューサーの元に発注される。また黒澤が企画製作した映画の配給に加え、東映セントラルフィルムが受注した角川映画などを黒澤が製作し、東映セントラルフィルムが配給することもある。岡田が黒澤に出した製作の条件は「一本の製作費3000万円、撮影日数二週間、オールロケーション」であった。当時外注で3000万円の映画を東映が直に製作したら1億5000万円かかったといわれる。同じ核プロでも東宝映画、東宝映像を柱にした東宝系の五核は、東宝本体の製作を代行している過ぎないが、東映セントラルフィルムは東映本体のダミーでありながら、まったく別系統の存在といえる。設立の背景には、リスクの大きな映画の直製作から東映が撤退しようとの思惑があるものと見られた。映画製作から撤退という点でいうと東宝や松竹が先んじていた。こうして黒澤が日活ロマンポルノで苦学を共にした伊地智啓をこのプロジェクトに誘い込んだ。

### 作品
黒澤と伊地智は、その第一作として松田優作主演・村川透監督コンビによる作品を企画。日本テレビ『大都会 PARTII』で存在に注目していた松田を主演に『最も危険な遊戯』を同社の旗揚げ第一作として3000万円の予算枠で製作した。これが評価され松田が演じる殺し屋の鳴海昌平を主人公とする「遊戯シリーズ」として3作品が作られた。『最も危険な遊戯』に続いて2作目に配給されたのがハリー・リームス主演、山本晋也監督の『生贄の女たち』（1978年）というポルノ映画、続いて『殺人遊戯』、『皮ジャン反抗族』（1978年）が配給された。舘ひろしはこの時期、岡田社長に誘われ東映に籍を置いていた。『生贄の女たち』が外注作品で、他の三本は黒澤の製作となる。少人数の会社ながら1978年8月期決算では総売り上げ488億円を売り上げた。（これは同時期の東映本体や東宝を遥かに上回る数字であり、2015年の東映本体の単体売上高すら上回る）。1979年には『十代 恵子の場合』、『下落合焼とりムービー』、『餌食』など、下番線向けのポルノ映画などを向井寛が主宰する獅子プロ、向井プロ、ユニバース映画に年間36本も発注し、これを「東映ニューポルノ」として配給した（詳細は後述）。この後は、現代ぷろ『茗荷村見聞記』（1979年）、家城プロ『わが青春のイレブン』（1979年）、ダイナマイトプロ『狂い咲きサンダーロード』（1980年）、角川春樹事務所『野獣死すべし』、三宝プロ『幸福号出帆』（1980年）、工藝舎『純』（1980年）、国際映画社/葦プロダクション『宇宙戦士バルディオス（アニメ作品）』（1981年）、ニッポン放送との共同製作『無力の王』（1981年）、木村プロ『泥の河』（1981年）、若松プロ『水のないプール』（1982年）、『爆裂都市 BURST CITY』（1982年）、横山博人プロ『卍』（1983年）、オティック・インターナショナル/若松プロ『鍵』（1983年）、PRODUCTION RYUJI『竜二』（1983年）、『湯殿山麓呪い村』（1984年）などの配給、一部製作にも関わった。『泥の河』、『竜二』は先に自主上映でヒットした後、東映セントラルフィルムが買い上げ全国公開した。『純』は東映の助監督だった横山博人が岡田に「どこも買ってくれない、何とかして欲しい」と頼んできたものという。1981年には『少林寺木人拳』、『ミラクルカンフー阿修羅』という香港映画（洋画）を配給している。1982年には大阪で公開された日本初の劇場用「薔薇族映画」（当時はホモ映画と呼んだ）を買い取り、五大都市で公開しヒットを飛ばした（ゲイ・ポルノ#歴史参照）。

### 功績
東映セントラルフィルムは、横山博人、石井聰互、小栗康平、井筒和幸、井上真介、浅尾政行、相米慎二、石山昭信といった自主映画出身や独立プロなどに依拠するフリーの若手作家たちの作品を東映系の劇場で公開し、ニューウェーブの大いなる部分を担った。先述の東映洋画は、アメリカのハードコア映画『ディープ・スロート』を輸入したが、わいせつシーンカットの嵐で、税関でズタズタにされ、1本の映画として成り立たず、元々短い映画が公開不能になった。このとき国内でオリジナルシーンを撮り足す編集を向井寛に頼んだ。結局『ディープ・スロート』は『ミス・ジョーンズの背徳』とくっつけ1975年8月に公開したが、向井に大きな権限を与えた。これを機に向井は東映から500万円ポルノを大量に発注しユニバースプロを設立、これが後に獅子プロダクションへと移行し片岡修二や滝田洋二郎らを育てた。1977年、東映セントラルフィルムが設立されると向井はセントラル・アーツの黒澤とともにプロデューサーとして活躍。山本晋也監督『生贄の女たち』（1978年）、『下落合焼とりムービー』（1979年）や若松孝二監督の『餌食』（1979年）などをプロデュース。不遇だったピンク映画出身監督に一般映画制作のチャンスを与える先例となった。この先例がなければ、高橋伴明、井筒和幸、黒沢清、周防正行らの今日のポジションも無かったかもしれないと評される。向井は東映本社との仕事は1982年の『おんな6丁目 蜜の味』が最後だが、東映セントラルフィルムでは1981年『刺青奴隷夫人』、1982年『ビニ本殺人事件』などを監督。その後も東映Vシネマ（東映ビデオ）を手掛けた。東映セントラルフィルム解散の理由は、アダルトビデオの影響を素早く察知したためといわれる。